# Gustav Spörer
Friederich Wilhelm Gustav Spörer  (23 d'octubre 1822 - 7 de juliol 1895) fou un astrònom alemany.
Va estudiar les  taques solars i els seus cicles. El seu nom es menciona sovint junt amb Edward Maunder. Spörer va ser el primer a observar un període prolongat de baixa activitat de les taques solars de 1645 a 1715, este període és conegut com el Mínim de Maunder.
Spörer va ser contemporani de l'astrònom anglès Carrington, a qui se li atribuïx el descobriment de la llei de Spörer que regeix la variació de latituds de les taques solars durant el curs d'un cicle solar. A vegades s'atribuïx a Spörer el descobriment.
El mínim de Spörer és un període de baixa activitat de les taques solars entre 1420 a 1570.